# Llibre de la Saviesa
El llibre de la Saviesa o llibre de la Saviesa de Salomó és un llibre atribuït tradicionalment al rei Salomó que forma part de l'Antic Testament de la Bíblia catòlica i de l'ortodoxa, on se'l considera part dels Llibres sapiencials, després del Càntic dels Càntics i abans de la Siràcida. Catòlics i ortodoxos l'inclouen a la Bíblia dintre del Deuterocanònic mentre que els cristians protestants i els jueus exclouen els set llibres del deuterocanònic -el de la saviesa entre ells- de les seves bíblies.
El llibre, de dinou capítols, fou escrit en grec a l'època hel·lenística, possiblement vers 50 aC, segurament a Alexandria. Utilitza la Septuaginta grega com a font, i també sovint expressions habituals entre estoics i platònics. La tradició cristiana l'atribueix al savi rei Salomó però en l'actualitat es considera que l'autor és desconegut. El tema principal és l'exaltació de la saviesa, a la qual s'accedeix a través de Déu.

## Dades generals

### Autor
A causa d'una antiga tradició pietosa, durant molts segles l'anomenat Càntic dels Càntics, així com els Proverbis, de l'Eclesiastès, de la Saviesa i d'altres com el Llibre dels Salms, foren atribuïts a l'autoria de Salomó, personatge que cita la Bíblia com fill i successor del rei David, dotat d'una gran saviesa, així com d'una gran habilitat per a les relacions diplomàtiques, constructor del primer gran temple a Jerusalem, i també com un dels reis de totes les tribus israelites. Tanmateix, en el cas de totes aquestes obres, els estudiosos bíblics ja han determinat que aquesta atribució, gairebé segurament, no és cap altra cosa que un artifici literari, destinat a exaltar, per una banda, la gran intel·ligència llegendària del rei i, d'una altra, per tractar d'augmentar l'autoritat dels escrits, en atribuir-los a un autor conegut, il·lustre en raó de la seva reialesa, i per afegitó, notable i destacat en el camp del coneixement.
L'autor d'aquest llibre ha estat un convençut israelita pietós, profund sabedor dels texts sagrats, la història i els costums propis del seu poble. Reprodueix de forma molt fidel els usos i costums propis de la litúrgia dels cultes pagans de la cultura egípcia, als quals reprova i considera no actes religiosos, sinó només pràctiques idolàtriques supersticioses.

### Data de composició
D'allò citat anteriorment, se'n pot desprendre que si l'autor era alexandrí, la data del manuscrit no pot remuntar-se a cap data anterior a la fundació d'Alexandria, el 330 aC. D'aquí en endavant, la data exacta roman en el misteri, in o hi ha cap evidència que hagi existit cap original hebreu o arameu que en pogués donar més precisions, sinó només el text grec.
Els estudiosos han determinat que el llibre fou escrit en ple període hel·lenístic, sobretot per l'harmonia que l'autor evidencia entre l'espiritualitat jueva i la mentalitat grega. Tot i que l'autor del Llibre de la Saviesa dona mostres fefaents de no haver assimilat de cap manera profunda o substancial cap mena de doctrina filosòfica grega, sí se'l veu, en canvi, emprar en nombroses ocasions termes habituals entre els estoics i els platònics.
L'autor d'aquest llibre emprà com a fonts per a les seves conviccions els texts de la Bíblia grega de la Septuaginta. I, si bé no ho afirma d'una manera expressa, sembla suggerir en alguns passatges que els alexandrins es trobaven, en el moment en què ell escriu, duent a terme alguna mena de campanya de discriminació contra els israelites. De tal manera que no suggereix una acció de genocidi, o de neteja ètnica, sinó més aviat algunes expressions subtils d'animadversió o de menyspreu.
Problemes d'aquesta mena a l'Alexandria hel·lènica, realment començaren durant el regnat de Ptolemeu VIII. I alguns historiadors manifesten que pogueren haver-se allargat fins als regnats de Ptolemeu XII o de Cleòpatra VII. Si això és acceptat, el llibre fou compost en algun moment dels 140 anys que van de l'any 170 aC fins a l'any 30 aC. Exegetes catòlics calculen que el període més probable per datar el Llibre de la Saviesa s'estén entre els anys 80 i 50 aC.
El Llibre de la Saviesa fou afegit a l'Antic Testament per les comunitats d'israelites pietosos d'Alexandria, arribant així a esdevenir en el més recent i últim dels llibres canònics de la Septuaginta.

### Canonicitat
Forma part integrant del cànon ampli oriental i occidental, suport de les Bíblies pròpies de les esglésies cristianes ortodoxes, les esglésies cristianes orientals i també l'Església Catòlica llatina occidental. Aquesta darrere l'inclou entre els texts comunament tinguts per "deuterocanònics".
En no haver-hi cap original hebreu o arameu conegut d'aquest llibre, i pel fet mateix de trobar-se només a la Bíblia grega, els jueus rabínics, així com els grups protestants i d'altres grups cristians amb idees diferents dels abans citats, per defecte consideraren el text apòcrif, així com els altres deuterocanònics, tot i que algunes d'elles el veuen com una lectura profitosa, i algunes Bíblies importants protestants, tals com la Bíblia de Luter, la Bíblia de Jaume I d'Anglaterra, del 1611, així com les Bíblies de Casiodor de Reina, del 1569, i de Cipriano de Valera, del 1602, recentment reeditades sota el títol La Bíblia del Segle d'Or, inclouen aquest llibre, així com els altres deuterocanònics.
En aquesta situació d'interdicció es troben d'altres llibres i escrits de la Bíblia, com Tobies, Judit, la resta d'Ester, Baruc, l'Epístola de Jeremies, la Història de Susanna, la Història de Bel i el Drac, l'Oració d'Azaries i l'Himne dels Tres Joves del Llibre de Daniel, Eclesiàstic, i Primer i Segon de Macabeus. Les esglésies cristianes ortodoxes i orientals, a més d'aquests llibres, inclouen el Salm 151 i l'Oració de Manassès, i els Llibres III, de vegades IV, d'Esdres, i III, de vegades IV, dels Macabeus, així com certs Epígrafs i Epílegs a alguns dels llibres comunament acceptats.
Les esglésies cristianes ortodoxes, orientals i catòlica reconeixen almenys alguns d'aquests llibres, com a texts sagrats divinament inspirats, i els han inclòs en totes llurs versions de la Bíblia, de manera oficial, almenys des del Sínode de Roma l'any 380 dC, essent ratificada la seva reivindicació durant els treballs del Concili de Trent, en plena efervescència de les impugnacions esgrimides contra ells per Martí Luter i els seus seguidors.

## Contingut
El llibre es dirigeix als germans de raça de l'autor, jueus i israelites exiliats a Alexandria, per alertar-los de la devastació i de la ruïna moral a què es veurien reduïts en cas de deixar-se seduir pels cultes pagans, o per l'ateisme o per la manca de pietat envers el Déu dels seus pares. L'objectiu últim de Saviesa és, doncs, portar als compatriotes del redactor de nou al camí de la religió vertadera.
En època alexandrina, els jueus i israelites pietosos solien enfrontar-se, de manera contínua, a la gran seducció del paganisme grec, i de la seva relaxada conducta moral, el seu estil de vida hedonista, i les seves maneres àmplies i lliures de pensar. L'autor del llibre considera aberrant tot això sense filtre, i constantment llança invectives mordaces contra els grecs i llur forma de vida. Tracta de crear polèmica i de convertir prosèlits per a la seva causa, sense desdenyar ni tan sols els grecs que volen convertir-s'hi. Si pot aconseguir simpatitzants entre els impius i convertir-los al culte de Déu, car considerarà que la seva tasca s'acompleix d'aquesta manera.
El Llibre de la Saviesa és únic en l'Antic Testament per la profunditat i amplitud de la seva exposició doctrinal: pot considerar-se un llibre ple d'esperança i de fe, així com l'epítom, culminació i conclusió de tot el pensament religiós israelita justament anterior a Jesucrist.